# Diomedes: el ídolo, el misterio y la tragedia
Diomedes: el ídolo, el misterio y la tragedia es un documental web biográfico colombiano dirigido por Jaime Barbosa y Jorge Durán para Netflix. El documental relata la vida artística del cantante de vallenato Diomedes Díaz, así como el caso de la muerte de Doris Adriana Niño e incluye entrevistas en vida del mismo y de sus allegados. Se estrenó en streaming el 30 de marzo de 2022.